# Schoettella tristani
Schoettella tristani är en urinsektsart som först beskrevs av Denis 1931.  Schoettella tristani ingår i släktet Schoettella och familjen Hypogastruridae. Inga underarter finns listade i Catalogue of Life.